# 自由结构
在音乐曲式学中，自由结构指某一结构内部没有明确一致的组织性，表现出下属结构长短不等，起讫无规律的散化特点。同时主题材料在发展中具有即兴性或自由发挥的倾向。自由结构常被用作大型奏鸣交响性作品的前奏，有时也被用于曲式的某一部分。可参看贝多芬《第二十三钢琴奏鸣曲》第一乐章的主部主题，这16小节的主题表现出丰富的内容，不仅有模进、裁截，同时不断有新材料出现，如类似三连音的小二度下行音型，连续分解和弦等，使这一主题带有不确定的即兴特点。